# USSコンステレーション対ラ・ベンジェンス
USSコンステレーション 対 ラ・ヴァンジャンス（英: USS Constellation vs La Vengeance、あるいは1800年2月1日の海戦）は、擬似戦争の間に起きたフランス海軍とアメリカ海軍のフリゲート艦同士の一騎討ちである。アメリカ海軍のUSS コンステレーションが、フランス海軍のラ・ヴァンジャンスに大きな損傷を与えた後、逃げ延びさせることになった。
1798年、フランスがアメリカ商船を捕獲したために、アメリカ合衆国とフランスの間に宣戦布告無き戦争が始まっていた。アメリカがフランスによる攻撃を阻止するための行動の一環として、トーマス・トラクスタン代将が戦隊を率いて小アンティル諸島に向かった。その地域にフランス海軍が常駐していることを知ったトラクスタンは、旗艦のコンステレーションに乗り、フランス海軍と対戦するためにグアドループに向かった。1800年2月1日、コンステレーションがフランス植民地に接近すると、フランス海軍フランソワ・マリー・ピトーのフリゲート艦ラ・ヴァンジャンスと遭遇した。ピトーは逃亡しようとしたが、コンステレーションとの激しい戦闘に巻き込まれた。ラ・ヴァンジャンスは2度までも降伏の印に旗を下げたが、コンステレーションは戦利品としてラ・ヴァンジャンスを確保できなかった。最後はピトーがキュラソー島まで逃亡することができたが、大きな人的損失を出し、自艦も重い損傷を受けていた。トラクスタンのコンステレーションは軽い損傷を受けただけですみ、ジャマイカに行って修繕した後、母国で英雄の歓迎を受けた。

## 背景
1800年、アメリカ合衆国とフランスの間の擬似戦争は総力戦の様相になっていた。カリブ海でフランス海軍がアメリカの商船を攻撃することを止めるために、アメリカ海軍はこの地域で4つの戦隊を維持していた。1つはトマス・トラクスタン代将の指揮する戦隊であり、小アンティル諸島をパトロールする任務を与えられていた。トラクスタンは旗艦コンステレーションでセントキッツに着いた後の1800年1月19日にその任に就き、戦隊はフリゲート艦4隻、スクーナー3隻、全装のマン・オブ・ウォー1隻で構成されていた。その他にも多くの私掠船がおり、トラクスタンの守備範囲で動いているフランス艦は、フランソワ・マリー・ピトーの乗るフリゲート艦ラ・ヴァンジャンス、およびルイ・セネの乗るコルベット艦ラ・ベルソーのみだった。両艦は1800年12月10日に、フランス植民地の新しい監督官を護衛してグアドループに到着した。トラクスタンはセントキッツで一旦その戦隊を解散し、各艦は独立して巡航するよう命令した。続いて1800年1月30日、旗艦のコンステレーションでグアドループに向けて出港し、そこにいるフランスのフリゲート艦およびコルベット艦に挑戦するつもりだった。同日、ラ・ヴァンジャンスのピトーもグアドループの首都バステールを出港してフランスに向かった。
この時点で排水量1,265トンのコンステレーションは、大砲38門を搭載していた。ただし公式には36門のフリゲート艦としてアメリカ海軍から分類されていた。以前は24ポンド砲を搭載していたが、ランシュルジャントと戦ったときにそれらが無効であることが分かり、その結果18ポンド砲28門と24ポンドカロネード砲10門に置き換えられていた。トラクスタンとその乗組員は歴戦の猛者であり、戦闘の用意が出来ていた。フランス艦の方は戦闘の準備ができていなかった。ピトーのフリゲート艦は大量の貨幣と、36人のアメリカ兵戦争捕虜、および80人の乗客を運んでおり、その中には2人の将軍もいた。そのような状況下で、ピトーは出来る限り戦闘を避けたいと考えていた。ラ・ヴァンジャンスは42ポンドカロネード砲8門、18ポンド砲28門、12ポンド砲16門を搭載しており、武装は優れていた。コンステレーションの乗組員が310名であるのに対し、ラ・ヴァンジャンスは総員380名で、乗り移りの事態になったとしても有利だった。

## 戦闘

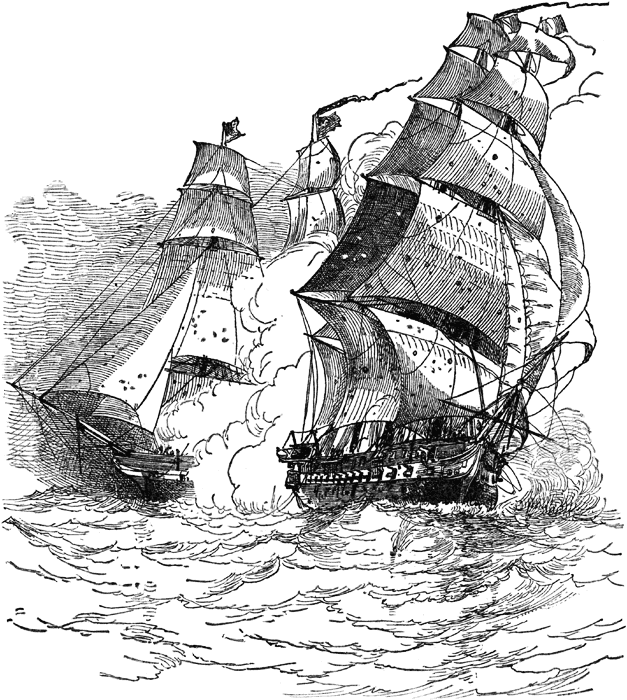
交戦するコンステレーション と ラ・ヴァンジャンス

1800年2月1日午前7時、トラクスタンの乗組員がバステール停泊地沖2リーグ (10 km) で、イギリス国旗をなびかせる54門フリゲート艦と思われるものを視認した。この正体不明のフリゲート艦と通信しようとする間に、コンステレーションもイギリス国旗を掲げていた。ピトーは7時45分までにアメリカ艦を視認していた。自艦を追ってくる艦は55門の戦艦だと思いこみ、戦闘を避けようと考え、当初考えていたよりも北向きに風を掴んで帆走していた。その速度を上げようとして、補助帆を広げてさらに風を掴もうとした。この動きにより、トラクスタンは追っている艦が実際にはフランスの戦艦だと判断する材料になり、自艦に戦闘準備と追跡開始を命令した。8時までにイギリス国旗を降ろしてアメリカ国旗を掲げた。ラ・ヴァンジャンスに接近していくと、拡声器を使ってフランス艦に降伏を要求した。
この時点でラ・ヴァンジャンスの艦尾砲がコンステレーションへの砲撃を始めた。アメリカ艦の方が速度が速いという長所を打ち消すために、風が有利に働くはずの南東方向に進路を変えた。ピトーは操艦しながらもその舷側砲でコンステレーションの索具を狙わせることができた。コンステレーションは風上に立つのを待って大砲による反撃を開始した。トラクスタンは風上の利点を生かし、2段になった舷側砲弾をラ・ヴァンジャンス左舷の船腹に叩き込ませた。両艦は並行しながら2時間半も交戦を続け、その間にトラクスタンが縦射できる位置に操艦しようとしたが失敗だった。フランス艦は索具を狙って撃ってきており、ある時点でコンステレーションの前檣帆を吹き飛ばしたので、アメリカ艦がそれを置き換えられるまで操艦出来なくなっていた。
22時45分、両艦が接近したときに、ラ・ヴァンジャンスは乗り移りに備えたが、コンステレーションの舷側砲からブドウ弾を放ち、アメリカ海兵はマスケット銃を放つとともに、索具から手投げ弾を放ってきたので、乗り移りはできなかった。ラ・ヴァンジャンスが距離を保つと、両艦は長射程からの砲撃戦に移り、それが2月2日の2時まで続いた。このときラ・ヴァンジャンスは海軍旗を降ろした。2回目のことだった。これより早い時点で、ピトーは海軍旗を降ろさせたが、暗闇のためにアメリカ艦は気付かなかった。トラクスタンはラ・ヴァンジャンスを戦利品として抑えるために25ヤード (23 m) の距離まで自艦を接近させた。午前3時、コンステレーションの主檣が倒れて檣楼員数人が死亡したことで、その目論見の遂行が難しくなった。コンステレーションが接舷出来なくなったことで、ピトーはその機会を捉え、暗闇の中に脱出していった。

## 戦いの後
両艦とも損失が大きく、どちらも損傷が激しかったので、双方の指揮官は敵艦を沈めたと思っていた。ラ・ヴァンジャンスの索具の大半が吹き飛ばされ、前檣下段、ミズンマスト下段、船首斜檣の帆のみが操作できた。ピトーはキュラソーに進路を採り、沈没を避けるためにそこで座礁させた。フランス艦の人的損失は不明である。公式報告書は戦死28名、負傷40名となっているが、キュラソーの情報では160名の水兵を失ったことになっていた。キュラソーに入ってしまうと、それ以上の問題に患わされた。そこのオランダ当局から艦の修理に必要な支援を得ることが難しく、数か月も動けないままになった。フランスがキュラソーを占領するために遠征隊を派遣したことで、修繕に必要な物資を確保できたが、島に対する攻撃支援を求められたピトーは、それを拒否してグアドループに戻った。
コンステレーションも乗組員の15名が戦死し、25名が負傷、そのうち11名は後に死亡という大きな損失を被っていた。修繕のためにジャマイカのポート・ロイヤルに入ったが、海軍用物資が不足していたために必要とされる修繕を完了できなかった。1週間後にジャマイカを後にしたときは、主檣を取り替えただけだった。本国に戻る14隻の商船団を護送した後、ハンプトン・ローズに行って修繕をすることにした。アメリカ合衆国に戻ってきたときに、敵艦ラ・ヴァンジャンスが沈没していなかったことも分かった。トラクスタンは本国で英雄と見なされ、その功績についてかなりの称賛を受けた。ピトーのフリゲート艦との戦闘に対して、アメリカ合衆国政府は、その戦闘の様子を描いた議会金メダルをトラクスタンに与えた。